# Agrostis filifolia
Agrostis filifolia é uma espécie de gramínea do gênero Agrostis, pertencente à família Poaceae.